# Priestfield Stadium
Il Priestfield Stadium, noto anche come MEMS Priestfield Stadium per ragioni di sponsorizzazione, è un impianto sportivo di Gillingham, città del Regno Unito nella contea del Kent.
Lo stadio ospita, sin dalla sua fondazione nel 1893, le gare casalinghe della squadra cittadina Ghillingham FC. Dal 1997 fino al 1999 è stato anche impianto di casa della squadra Brighton & Hove Albion.

## Storia
Il Priestfield Stadium venne dapprima inaugurato nel 1893 e da allora è diventato la casa del Gillingham Football Club. Il nome Priestfield deriva dalla zona in cui è tuttora ubicato, che era stata originariamente utilizzata come terreno agricolo e che apparteneva ad una chiesa locale.
Nelle prime fasi della sua esistenza, lo stadio era caratterizzato da una struttura relativamente semplice, con tribune in legno. Nel corso dei decenni successivi, l'impianto ha subito diverse ristrutturazioni e ampliamenti per adeguarsi alle esigenze sempre crescenti del club.
Durante gli anni '50 e '60, il terreno di gioco fu livellato. Nel 1955, il Gillingham FC ottenne la promozione alla Third Division, portando a un aumento del pubblico e spingendo il club a continuare a sviluppare lo stadio. Nel 1959, vennero installate innovative luci artificiali, permettendo così lo svolgimento delle gare ufficiali anche in orario serale.
Una delle trasformazioni più significative si è verificata negli anni '90, quando fu costruita la tribuna Rainham End con posti a sedere, migliorando ulteriormente la capacità dello stadio. Questo sviluppo è stato accompagnato da una serie di miglioramenti infrastrutturali che hanno contribuito a modernizzare ulteriormente lo stadio.
Nel corso degli anni, il Priestfield ha ospitato diverse partite memorabili, sia per il Gillingham FC che per eventi nazionali e internazionali. È stato anche un luogo di incontro per la comunità locale, contribuendo all'identità sportiva e culturale della zona.

## Settori
- Rainham End: La tribuna principale dello stadio, situata dietro una delle due porte. Fornita completamente da posti a sedere.
- Medway Stand: Seconda tribuna principale del Priestfield Stadium, offre ulteriori posti a sedere coperti.
- Gordon Road Stand: tribuna situata lungo un lato del terreno di gioco.
- Brian Moore Stand: Tribuna dedicata alla memoria del giornalista sportivo Brian Moore. Si trova dall'altro lato del campo rispetto alla Gordon Road Stand.
- Family Stand: Settore riservato a famiglie e bambini, offre un'atmosfera più familiare e accessibile.
- Away Supporters: Settore riservato ai tifosi ospiti, situata in un angolo dello stadio.

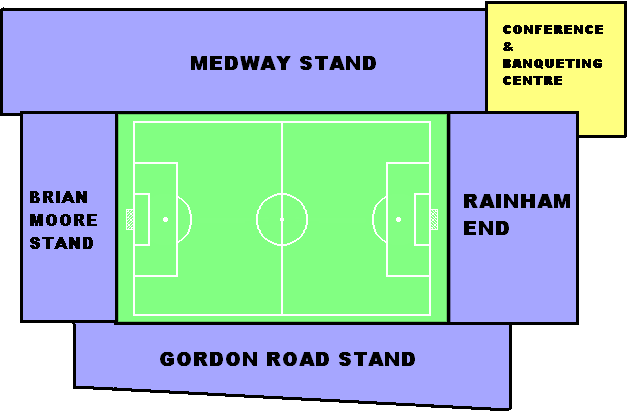
Pianta dello stadio

## Dati statistici
L'affluenza media registrata è di circa 5128 tifosi per partita.
Il record di affluenza registrato al Priestfield invece è da ricondurre alla partita Ghillingham-QPR, giocata il 23 gennaio del 1948 e valida come terzo round della FA Cup. La partita registrò difatti 23.002 spettatori benché allora l'impianto non poteva ospitarne più di 20.000. La gara terminò 1-1, per poi vedere i Gills sconfitti per 3-1 al match di replay in casa della squadra avversaria.